# Hellede Skov
Hellede Skov er en privat skov, der ligger i Midtsjælland ved Mørkøv mellem Holbæk og Jyderup.
Skoven hænger sammen ved flere andre skove Nyvænge, Orekrog Skov, Vedebjerg Skov og Nørreskov, og er i dag et rekreativ område for borger i Mørkøv og omegn.
I udkanten af skoven findes Knabstrup teglværket som lukkede i 1988, siden er teglværk et blevet til boliger og et kulturhus.
|  | Denne artikel om lokaliteten Hellede Skov kan blive bedre, hvis der indsættes et (bedre) billede. Du kan hjælpe ved at afsøge Wikimedia Commons for et passende billede eller lægge et op på Wikimedia Commons med en af de tilladte licenser og indsætte det i artiklen. |

55°38′20″N 11°33′25″Ø / 55.639°N 11.557°Ø